# یورگن ورنر
یورگن ورنر (به آلمانی: Jürgen Werner) بازیکن فوتبال و مدافع اهل آلمان است که از سال ۱۹۶۱ میلادی عضو تیم ملی فوتبال آلمان بوده‌است. وی در ۴ بازی ملی حضور داشته است و آخرین بازی ملی خود را در سال ۱۹۶۳ میلادی انجام داد. یورگن ورنر در بازی‌های ملی‌اش ۲ گل به ثمر رساند.